# Alergie na nikl

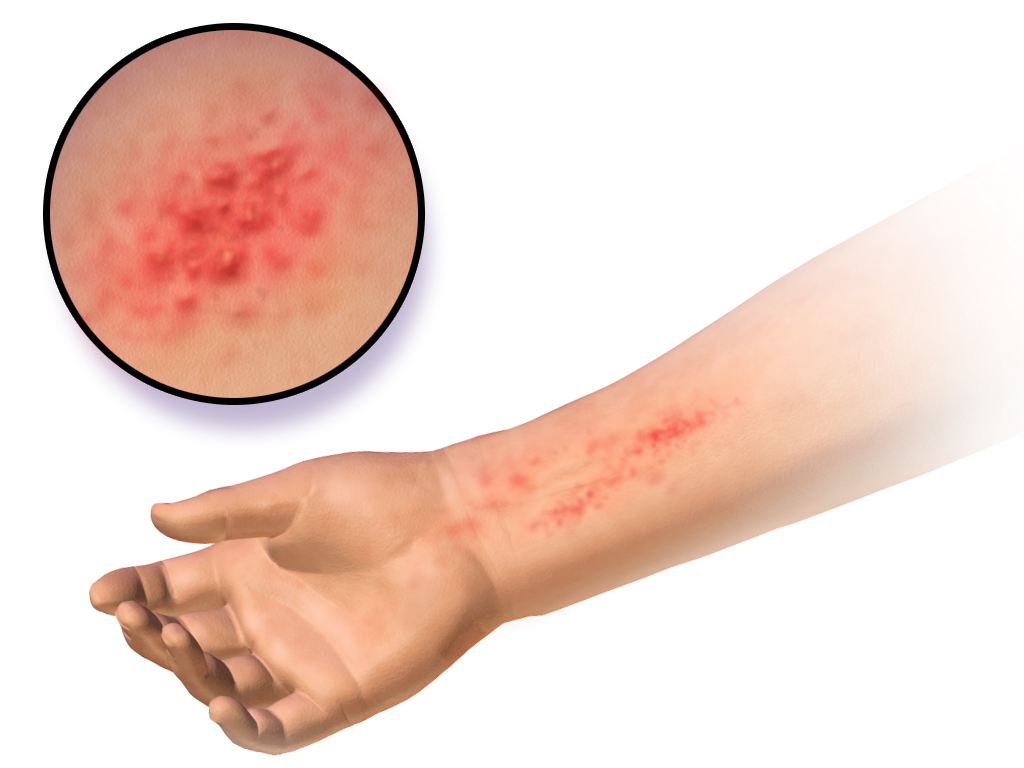
Kontaktní dermatitida, častý projev alergie na nikl

Alergie na nikl je jednou z nejběžnějších alergií. Alergie na nikl může být kontaktní (např. levnější náušnice a šperky, bílé zlato, rámečky brýlí, mince, klíče a nerezové části mobilních telefonů) nebo potravinová (např. čokoláda, ovesné vločky, luštěniny, ananas). Celá řada rozmanitých potravin i domácích výrobků (nerez) obsahuje nikl, proto se pro alergiky jedná o velmi problematickou alergii, které se lze vyhýbat poměrně obtížně.

## Kontaktní alergie na nikl
Tzv. kontaktní dermatitidy, svědivé vyrážky vznikají na místě, kde se nikl dotkne kůže. Projevuje se u 6–18% obyvatelstva a doprovází ji nejprve zarudnutí kůže a později až vznik kožních ekzémů při trvalém styku s předměty z niklu. Problémem zde bývají především: náušnice (levnější kovové, také bílé zlato je směsi zlata a niklu), přezky, šperky, mince, standardní klíče (možno vyměnit za hliníkové) a nerez.
Zvláště nebezpečné jsou v tomto ohledu náušnice, protože ušní lalůček patří mezi velice citlivé části lidského těla a alergické působení zde může nabývat dramatičtějších rozměrů – otoky hlavy, astmatické záchvaty. I z tohoto důvodu je niklová alergie častější u děvčat.
Alergické reakce může vyvolat i placení mincemi s obsahem niklu, především pokud se alergik po placení dotýká obličeje. Právě v současné době[kdy?] probíhá v Bruselu diskuze o budoucnosti euromincí o hodnotě 1 a 2 eura, které nikl obsahují.
Problémem mohou být i veškeré nerezové výrobky, především standardní nerez (Inox 18 / 10), který obsahuje 18% chromu a 10% niklu, především při vaření kyselých jídel v nerezových hrncích, výrobě nápojů v nerezových nádobách (pivo) a potravinách konzervovaných v plechovkách. Domácnosti s niklovou alergií jsou nicméně schopny vyměnit veškeré kuchyňské náčiní a příbor za Inox 18-0, smaltované, teflonové či jinak kryté hrnce atp.

### Výrobky s obsahem niklu
- Náušnice a šperky
- Rámečky brýlí kovové
- Přezky
- Mince, včetně EUR a CZK
- Bílé zlato - slitina zlata a niklu
- Nerezové výrobky - především nejobvyklejší nerez 18/10 (nikoliv nerez 18/0)
- Mobilní telefony (pokovené části některých značek)

## Potravinová alergie na nikl
Celá řada potravin obsahuje nikl. Mezi nejrizikovější patří všechny luštěniny (včetně obsahu sóji v párcích a salámech atp.), čokoláda, atd. Jedná o rozsáhlý seznam potravin.

### Potraviny s obsahem niklu
- ananas
- avokádo
- cereálie (ovesné vločky, proso, jáhly atp.), včetně všech celozrnných potravin (proto je doporučován jen bílý chléb)
- čokoláda
- luštěniny všechny (vč. sója, fazole, čočka...)
- semena a ořechy většina
- kakao, káva
- další[4]